# Zcash

Logo da Zcash

Zcash é uma criptomoeda voltada à privacidade, derivada do código-base do Bitcoin, com a principal inovação de adicionar um ledger criptografado usando provas de conhecimento zero. O protocolo Zerocoin foi melhorado e transformado no sistema Zerocash, e finalmente na criptomoeda Zcash em 2016. As transações podem ser transparentes, similares às transações do bitcoin, ou podem ser transações blindadas que usam um tipo de prova de conhecimento zero para fornecer anonimato nas transações. As moedas Zcash estão ou em um conjunto transparente ou em um conjunto blindado.
O desenvolvimento de melhorias no protocolo e a referência de implementação é liderada pelo Zerocoin Electric Coin Company, coloquialmente conhecida como Zcash Company. O fundador e CEO da Zcash Company é Zooko Wilcox-O'Hearn. A sua equipe de fundadores incluem o criptógrafo Matthew D. Green da Universidade Johns Hopkins. Roger Ver foi um dos investidores iniciais da Zcash Company.

## Detalhes
Pagamentos em Zcash são publicados em um blockchain público, mas os usuários são capazes de usar um recurso opcional de privacidade para ocultar o remetente, o destinatário e a quantia que está sendo transacionada. Como o Bitcoin, Zcash tem uma quantidade total fixa de 21 milhões de unidades.
Nos primeiros quatro anos, 20% das moedas criadas nesse período são alocadas em uma "recompensa para fundadores" divididas entre investidores, desenvolvedores, e uma fundação sem fins lucrativos.
Os usuários podem usar carteiras Zcash como a Zashi, que fornecem privacidade por padrão ao exigir que os fundos sejam blindados antes que possam ser gastos. Em julho de 2025, aproximadamente 20 milhões das moedas existentes estão blindadas.
As transações podem ser "transparentes" e similares a transações bitcoin no caso em que são controlados por uma t-addr (endereço transparente), ou podem ser um tipo de prova de conhecimento nulo chamados zk-SNARKs; nesse caso as transações são ditas como "blindadas"e são controladas por um z-addr (endereço blindado). As moedas de Zcash estão ou em um conjunto transparente ou em um conjunto blindado; Em dezembro de 2017, apenas cerca de 4% das moedas Zcash estavam no conjunto blindado e nesse momento a maior parte dos programas de carteiras não dava suporte para os z-addrs e nenhuma carteira baseada na web oferecia suporte.
Zcash proporciona aqueles que optam por transações privadas a opção de "divulgação seletiva", permitindo a um usuário comprovar o pagamento para fins de auditoria. Um motivo para permitir isso é oferecer a escolha ao cumprimento de regras de impostos e contra lavagem de dinheiro. "As transações são auditáveis, mas a divulgação está sob o controle do participante." Wilcox foi palco de reuniões virtuais com agências de lei nos EUA para explicar esses princípios fundamentais e ficou registrado que eles dizem que "eles não desenvolveram a moeda para facilitar atividades ilegais".

## Uso
Zcash é usada como uma criptomoeda focada em privacidade que permite aos usuários enviar transações blindadas (privadas) ou transparentes (públicas). As transações blindadas usam provas de conhecimento zero para manter confidenciais o remetente, destinatário e valores das transações. Em julho de 2025, aproximadamente 20% do fornecimento total de moedas ZEC está mantido em endereços blindados.
A Zashi, uma carteira moderna desenvolvida pela Electric Coin Company, é atualmente considerada uma das carteiras mais fáceis de usar que oferece privacidade por padrão. Ela obriga a blindagem de fundos antes de gastar e simplifica transações blindadas para usuários em todas as plataformas.
Zcash emprega um mecanismo de consenso de Prova de Trabalho similar ao Bitcoin. As recompensas por bloco são divididas entre mineradores e o fundo de desenvolvimento Zcash: 80% das recompensas vão para mineradores, enquanto 20% são alocados para sustentar o desenvolvimento do Zcash. Uma futura atualização proposta redirecionará dois terços do fundo de desenvolvimento para os detentores de moedas ZEC, permitindo-lhes votar sobre como os fundos são distribuídos—introduzindo um mecanismo de governança mais descentralizado.

## Transações[11][12]
Pagamentos em Zcash são publicados em um blockchain público. Entretanto, os usuários podem escolher o grau de privacidade dos valores transferidos, que podem ser de dois tipos:
- Transação de valores transparentes são análogos a transação de valores de bitcoins, mantendo o valor transferido, remetente e destinatários públicos; são referenciados por t-addrs (endereços transparentes);
- Transação de valores blindadas são acompanhados por paying keys e armazenadas como tuplas denominadas notes; payment keys são chaves públicas associadas à chave pública do destinatário e exigem o conhecimento de spending keys para gastar o valor transferido; são referenciadas por z-addrs (endereços blindados).

Uma transação em si é representada por JoinSplits Descriptions, que descrevem um JoinSplit Transfer e um tipo de prova de conhecimento nulo (zk-SNARKs), que garante a privacidade do remetente, destinatário e valor transferido. Um JoinSplit Transfer, por sua vez, recebe como entrada um valor transparente e até dois blindados e produz saídas do mesmo tipo.
Zcash ainda proporciona àqueles que optam por transações privadas a opção de "divulgação seletiva", permitindo a um usuário comprovar um pagamento para fins de auditoria. Um motivo para essa permissão é oferecer a escolha ao cumprimento de regras de impostos e contra lavagem de dinheiro. "As transações são auditáveis, mas a divulgação está sob o controle do participante." Wilcox foi palco de reuniões virtuais com agências de lei nos EUA para explicar esses princípios fundamentais e ficou registrado que "eles não desenvolveram a moeda para facilitar atividades ilegais". Em dezembro de 2017, apenas cerca de 4% das moedas Zcash estavam no conjunto blindado e a maior parte dos programas de carteiras não dava suporte a z-addrs.

### Gasto de transações blindadas
Ao gerar o note de uma transação blindada em Zcash, um commitment é criado e seu hash é adicionado a uma lista contendo o hash de todos os outros commitments conhecidos (uma cópia desta lista é armazenada em cada nó da rede).
Quando um note é gasto, cria-se um valor que representa tal operação, denominado nullifier, e seu hash é adicionado a outra lista (também com cópia em todos os nós da rede). O conteúdo de um nullifier é derivado de um commitment a partir de seu spending key. O armazenamento como hash evita a possibilidade de se linkar commitments a nullifiers, garantindo a privacidade do output da transação.
Ao realizar uma transação blindada, deve-se então revelar o nullifier de cada valor blindado enviado e o commitment de cada valor blindado recebido. A transação só se completa se não houver colisão de hashes.

### zk-SNARK[13]
A blindagem de uma transação no Zcash consiste na formulação de um zk-SNARK que permite verificar, com alta probabilidade, a validade das seguintes premissas:
- a soma dos valores de entrada condiz com a soma dos valores de saída;
- o commitment de cada note de entrada existe na lista de commitments;
- o spending key de cada note de entrada é conhecido pelo remetente;
- os nullifiers revelados condizem com os notes de entrada;
- os spending keys de cada note de entrada foram criptograficamente ligados a uma assinatura da transação de modo que esta não possam ser modificada por alguém que não os conheça;
- cada note de saída foi gerado de modo que seus nullifiers não colidam com os de outros notes.

A adição de zk-SNARKs à blindagem de transações facilita a validação mas retarda a construção do bloco, uma vez que a formulação dos parâmetros de uma prova é custosa (pode levar até 40 segundos) mas facilmente verificável (não toma mais que alguns milissegundos). A validação é modelada como equações algébricas cujas soluções equivalem ao conhecimento da chave privada, da seguinte maneira:
Computação→ Circuito Aritmético→ R1CS → QAP → zk-SNARK
- Um programa que verifica as premissas acima é convertido para um circuito aritmético: uma equação matemática que representa toda a computação feita em tal validação;
- As saídas de cada porta do circuito são modeladas como R1CS (Rank 1 Constraint System), i.e., uma equação de matrizes cujas linhas representam portas do circuito e colunas representam variáveis:{\displaystyle (A\cdot s)\times (B\cdot s)=C\cdot s}O vetor {\displaystyle s} equivale à solução em cada porta do circuito;
- O R1CS é modelado como um QAP (Quadratic Arithmetic Program): conjunto de polinômios cuja solução do produto equivale à solução do R1CS;
- Um zk-SNARK verifica o conhecimento de uma solução para o produto de polinômios e valida a transação.

## Esforços de escalabilidade
Zcash evoluiu através de três principais conjuntos blindados, cada um mais privado e escalável que o anterior.

### Sprout (2016): O Protótipo
- Primeira cadeia de privacidade usando zk-SNARKs.
- Requeria uma "cerimônia de configuração confiável", que famosamente envolveu Edward Snowden.
- Pesado: Necessitava 3GB de RAM por transação. Não era amigável para dispositivos móveis.
- Se a configuração fosse comprometida, moedas infinitas poderiam ter sido criadas sem detecção.

Hoje: em processo de depreciação. Carteiras como a Zashi migram automaticamente os usuários para longe dela e em direção à opção mais privada e segura.

### Sapling (2018): Usabilidade Real
- 100x mais eficiente: finalmente utilizável em telefones.
- Introduziu chaves de visualização, endereços diversificados e suporte para cliente leve.
- Configuração confiável ainda necessária, mas desta vez com centenas de participantes em uma cerimônia de duas fases (Powers of Tau[14]). Mais descentralizada, mas ainda uma âncora de confiança.

Sapling ainda é suportado, mas está sendo descontinuado. A nova UX direciona usuários para longe dele.

### Orchard (2022): Nenhuma Confiança Necessária
- Construído no Halo 2: um sistema ZK recursivo, livre de configuração confiável.
- Sem cerimônias. Sem suposições. Sem âncoras de confiança.
- Suporta lotes, ZK rollups e sincronização eficiente em dispositivos móveis.

Orchard é o padrão nas carteiras Zcash modernas hoje.

## Atualização da rede
A primeira atualização da rede de Zcash foi feita através de um hard fork no número de bloco 347500 , que ocorreu no dia 25 de junho de 2018. Um novo recurso foi introduzido, que permitiu que os usuários configurassem tempos de expiração para transações. Cinco propostas para melhoria do Zcash, nominalmente as 143, 200, 201, 203 foram implementadas. Esta atualização também melhorou a verificação de assinatura, que ajudou a melhorar a velocidade das transações.
Desde então, a rede Zcash passou por várias atualizações significativas, incluindo a implementação do protocolo Sapling em 2018 e posteriormente o protocolo Orchard em 2022. Em 2025, a rede continua a evoluir com melhorias contínuas em privacidade, escalabilidade e usabilidade, com carteiras modernas como a Zashi oferecendo privacidade por padrão e aproximadamente 20% do fornecimento total de ZEC mantido em endereços blindados.